# Alentisque
Alentisque és un municipi espanyol de la província de Sòria i la comunitat autònoma de Castella i Lleó.